# Etheostoma
Il genere Etheostoma comprende 156 specie di piccoli pesci d'acqua dolce appartenenti alla famiglia Percidae.

## Distribuzione e habitat
Questi pesci sono diffusi in America del Nord, in diversi ambienti fluviali e lacustri.

## Descrizione
I pesci del genere Etheostoma presentano un corpo allungato e compresso ai fianchi, con testa triangolare e occhi grandi. Vi sono due pinne dorsali, la prima è bassa e retta da raggi grossi, la seconda è alta, opposta e simmetrica alla pinna anale. Le pinne ventrali e pettorali sono ampie. La pinna caudale è a delta. La livrea è differente per ogni specie, alcune delle quali sono estremamente colorate.

## Particolarità
Questi pesci, se minacciati, emettono un particolare feromone d'allarme emesso dalle cellule della pelle se subiscono un danno meccanico (un morso, ad esempio) e conosciuto col nome tedesco di Schreckstoff (it:sostanza d'allarme).

## Conservazione
Alcune specie sono iscritte alla IUCN Red List a causa della distruzione dei loro habitat naturali.

## Specie
Come già menzionato, il genere Etheostoma comprende 156 specie, alcune delle quali di recente scoperta (2007, 2012).
- Etheostoma acuticeps
- Etheostoma akatulo
- Etheostoma artesiae
- Etheostoma asprigene
- Etheostoma atripinne
- Etheostoma australe
- Etheostoma autumnale
- Etheostoma baileyi
- Etheostoma barbouri
- Etheostoma barrenense
- Etheostoma basilare
- Etheostoma bellator
- Etheostoma bellum
- Etheostoma bison
- Etheostoma blennioides
- Etheostoma blennius
- Etheostoma boschungi
- Etheostoma brevirostrum
- Etheostoma brevispinum
- Etheostoma burri
- Etheostoma caeruleum
- Etheostoma camurum
- Etheostoma cervus
- Etheostoma chermocki
- Etheostoma chienense
- Etheostoma chlorobranchium
- Etheostoma chlorosoma
- Etheostoma chuckwachatte
- Etheostoma cinereum
- Etheostoma clinton
- Etheostoma collettei
- Etheostoma collis
- Etheostoma colorosum
- Etheostoma coosae
- Etheostoma corona
- Etheostoma cragini
- Etheostoma crossopterum
- Etheostoma davisoni
- Etheostoma denoncourti
- Etheostoma derivativum
- Etheostoma ditrema
- Etheostoma douglasi
- Etheostoma duryi
- Etheostoma edwini
- Etheostoma erythrozonum
- Etheostoma etnieri
- Etheostoma etowahae
- Etheostoma euzonum
- Etheostoma exile
- Etheostoma flabellare
- Etheostoma flavum
- Etheostoma fonticola
- Etheostoma forbesi
- Etheostoma fragi
- Etheostoma fricksium
- Etheostoma fusiforme
- Etheostoma gore
- Etheostoma gracile
- Etheostoma grahami
- Etheostoma gutselli
- Etheostoma histrio
- Etheostoma hopkinsi
- Etheostoma inscriptum
- Etheostoma jessiae
- Etheostoma jimmycarter
- Etheostoma jordani
- Etheostoma juliae
- Etheostoma kanawhae
- Etheostoma kantuckeense
- Etheostoma kennicotti
- Etheostoma lachneri
- Etheostoma lawrencei
- Etheostoma lepidum
- Etheostoma lemniscatum
- Etheostoma longimanum
- Etheostoma lugoi
- Etheostoma luteovinctum
- Etheostoma lynceum
- Etheostoma maculatum
- Etheostoma mariae
- Etheostoma marmorpinnum
- Etheostoma maydeni
- Etheostoma microlepidum
- Etheostoma microperca
- Etheostoma mihileze
- Etheostoma moorei
- Etheostoma neopterum
- Etheostoma nianguae
- Etheostoma nigripinne
- Etheostoma nigrum
- Etheostoma nuchale
- Etheostoma obama
- Etheostoma obeyense
- Etheostoma occidentale
- Etheostoma okaloosae
- Etheostoma olivaceum
- Etheostoma olmstedi
- Etheostoma oophylax
- Etheostoma orientale
- Etheostoma osburni
- Etheostoma pallididorsum
- Etheostoma parvipinne
- Etheostoma percnurum
- Etheostoma perlongum
- Etheostoma phytophilum
- Etheostoma planasaxatile
- Etheostoma podostemone
- Etheostoma pottsii
- Etheostoma proeliare
- Etheostoma pseudovulatum
- Etheostoma punctulatum
- Etheostoma pyrrhogaster
- Etheostoma radiosum
- Etheostoma rafinesquei
- Etheostoma ramseyi
- Etheostoma raneyi
- Etheostoma rubrum
- Etheostoma rufilineatum
- Etheostoma rupestre
- Etheostoma sagitta
- Etheostoma saludae
- Etheostoma sanguifluum
- Etheostoma scotti
- Etheostoma segrex
- Etheostoma sellare
- Etheostoma sequatchiense
- Etheostoma serrifer
- Etheostoma simoterum
- Etheostoma sitikuense
- Etheostoma smithi
- Etheostoma spectabile
- Etheostoma squamiceps
- Etheostoma stigmaeum
- Etheostoma striatulum
- Etheostoma susanae
- Etheostoma swaini
- Etheostoma swannanoa
- Etheostoma tallapoosae
- Etheostoma tecumsehi
- Etheostoma teddyroosevelt
- Etheostoma tennesseense
- Etheostoma tetrazonum
- Etheostoma thalassinum
- Etheostoma tippecanoe
- Etheostoma trisella
- Etheostoma tuscumbia
- Etheostoma uniporum
- Etheostoma variatum
- Etheostoma virgatum
- Etheostoma vitreum
- Etheostoma vulneratum
- Etheostoma wapiti
- Etheostoma whipplei
- Etheostoma zonale.
- Etheostoma zonifer
- Etheostoma zonistium